# Hemoperitoneu
L'hemoperitoneu, en medicina, fa referència a la presència i acumulació de sang a la cavitat peritoneal. Aquesta situació clínica es considera una emergència mèdica que s'ha de tractar correctament.
La sang s'acumula entre la paret abdominal i els òrgans abdominals interns. Generalment, el tractament es basa en una intervenció quirúrgica, mitjançant una laparotomia. L'actuació ha de ser immediata per evitar pèrdua d'una gran quantitat de sang i desencadenar un xoc hemorràgic i, posteriorment, la mort.
Aquest quadre clínic és habitualment resultat d'un traumatismes abdominal tancat; desencadenat, en primer lloc, per accident de trànsit. En els traumatismes abdominals tancats hi ha afectació d'òrgans, vísceres, venes, artèries, entre d'altres.

## Epidemiologia
A escala mundial, el predomini de sexe en desencadenar l'hemoperitoneu, és el masculí.

## Etiologia
Les causes de l'hemoperitoneu poden ser diverses: traumatismes (penetrants o no), accidents vasculars (com una ruptura d'un aneurisma d'una artèria intraabdominal), sagnat desencadenat per un embaràs ectòpic, ruptura de cos luti, perforació d'una úlcera pèptica o del còlon, coagulació intravascular disseminada, dosis elevades d'anticoagulants, entre d'altres.
El 90% dels casos d'hemoperitoneu és d'origen traumàtic provocat per un traumatisme abdominal tancat amb afectació de diferents òrgans (habitualment el fetge o la melsa).

## Clínica
L'acumulació de sang a la cavitat peritoneal provoca dolor abdominal; i la pèrdua de sang: hipovolèmia (amb disminució progressiva de l'hematòcrit, i si és important un xoc hemorràgic) entre d'altres.

## Tractament
Aquesta situació clínica és considerada una emergència i, per això, cal iniciar el tractament com més aviat millor. El tractament inicial consisteix en la transfusió de sang immediata per evitar el xoc hemorràgic.
L'hemoperitoneu requereix, en un gran nombre de casos, cirurgia d'emergència per localitzar l'inici i la font del sagnat. Amb l'afectació de la melsa, gairebé sempre, cal una esplenectomia (la seva extirpació). Els criteris per dur a terme la intervenció quirúrgica són: deteriorament de la persona en el període d'observació, signes de peritonitis i xoc hemorràgic.